# 吴小林
吴小林（1963年7月—），北京人，1985年4月加入中国共产党，现任中国石油大学（北京）校长、党委副书记。

## 生平
1963年7月，吴小林出生在北京市。中国石油大学（北京）机械设计及理论学科毕业。1988年6月起，吴小林开始在中国石油大学（北京）机电系执教，2003年3月晋升党委副书记，2011年4月晋升副校长。2021年2月4日，中华人民共和国教育部党组任命吴小林出任中国石油大学（北京）校长，接替张来斌。